# Futbol'nyj Klub Alanija Vladikavkaz 2010
Questa voce raccoglie le informazioni riguardanti il Futbol'nyj Klub Alanija Vladikavkaz nelle competizioni ufficiali della stagione 2010.

## Stagione
La squadra era neopromossa in massima serie, avendo concluso la Pervyj divizion 2009 al terzo posto, ottenendo così l'accesso alla massima serie. Il cammino in campionato fu tribolato: la squadra finì penultima a pari merito con l'Amkar Perm', retrocedendo a causa della peggior differenza reti. Nonostante questo risultato riuscì a qualificarsi per l'UEFA Europa League 2011-2012, arrivando in finale di Coppa di Russia. Infatti, il CSKA Mosca, vincitore del trofeo, era già qualificato per la UEFA Champions League 2011-2012 grazie al secondo posto in campionato.

## Rosa
| N. |                           | Ruolo | Calciatore         |
| -- | ------------------------- | ----- | ------------------ |
| 2  | Burkina Faso (bandiera)   | D     | Ibrahim Gnanou     |
| 3  | Russia (bandiera)         | D     | Valeri Tskhovrebov |
| 4  | Finlandia (bandiera)      | D     | Boris Rotenberg    |
| 5  | Romania (bandiera)        | C     | George Florescu    |
| 7  | Russia (bandiera)         | A     | Karen Oganyan      |
| 8  | Russia (bandiera)         | C     | Georgij Gabulov    |
| 9  | Russia (bandiera)         | C     | Arsen Chubulov     |
| 11 | Moldavia (bandiera)       | A     | Serghei Dadu       |
| 13 | Moldavia (bandiera)       | D     | Simeon Bulgaru     |
| 14 | Russia (bandiera)         | A     | Aleksandr Marenič  |
| 15 | Russia (bandiera)         | C     | Aslan Mashukov     |
| 16 | Russia (bandiera)         | P     | Dmitri Khomich     |
| 17 | Russia (bandiera)         | A     | Taras Tsarikayev   |
| 18 | Russia (bandiera)         | C     | Jambulad Bazayev   |
| 20 | Costa d'Avorio (bandiera) | D     | Dacosta Goore      |

| N. |                       | Ruolo | Calciatore           |
| -- | --------------------- | ----- | -------------------- |
| 24 | Togo (bandiera)       | D     | Abdoul-Gafar Mamah   |
| 25 | Bulgaria (bandiera)   | D     | Ivan Kamenov Ivanov  |
| 29 | Russia (bandiera)     | C     | Šota Bibilov         |
| 30 | Nigeria (bandiera)    | A     | Babajide Collins     |
| 31 | Russia (bandiera)     | A     | Eldar Nizamutdinov   |
| 34 | Russia (bandiera)     | D     | Nariman Gusalov      |
| 41 | Russia (bandiera)     | P     | Michail Keržakov     |
| 42 | Russia (bandiera)     | C     | Jurij Kirillov       |
| 52 | Russia (bandiera)     | A     | Georgy Gogichayev    |
| 70 | Russia (bandiera)     | C     | Pavel Golyšev        |
| 73 | Bulgaria (bandiera)   | A     | Ivan Stojanov (1983) |
| 75 | Uzbekistan (bandiera) | C     | Marat Bikmaev        |
| 77 | Russia (bandiera)     | C     | Aleksandr Arsoyev    |
| 97 | Russia (bandiera)     | A     | Atsamaz Burayev      |
| 99 | Russia (bandiera)     | A     | Aleksandr Alkhazov   |

## Risultati

### Campionato
| Vladikavkaz 14 marzo 2010 1ª giornata | Alanija Vladikavkaz | 1 – 1 referto | Saturn | Respublikanskij stadion Spartak |

| Nal'čik 19 marzo 2010 2ª giornata | Spartak-Nal'čik | 2 – 1 referto | Alanija Vladikavkaz | Respublikanskij stadion Spartak |

| Vladikavkaz 26 marzo 2010 3ª giornata | Alanija Vladikavkaz | 0 – 0 referto | Amkar Perm' | Respublikanskij stadion Spartak |

| Machačkala 3 aprile 2010 4ª giornata | Anži | 2 – 0 referto | Alanija Vladikavkaz | Stadio Dinamo |

| Vladikavkaz 11 aprile 2010 5ª giornata | Alanija Vladikavkaz | 1 – 3 referto | CSKA Mosca | Respublikanskij stadion Spartak |

| Vladikavkaz 17 aprile 2010 6ª giornata | Alanija Vladikavkaz | 2 – 1 referto | Sibir' | Respublikanskij stadion Spartak |

| Rostov sul Don 25 aprile 2010 7ª giornata | Rostov | 0 – 1 referto | Alanija Vladikavkaz | Stadio Olimp-2 |

| Vladikavkaz 2 maggio 2010 8ª giornata | Alanija Vladikavkaz | 1 – 1 referto | Rubin | Respublikanskij stadion Spartak |

| Samara 5 maggio 2010 9ª giornata | Kryl'ja Sovetov Samara | 1 – 0 referto | Alanija Vladikavkaz | Stadio Metallurg (Samara) |

| Vladikavkaz 10 maggio 2010 10ª giornata | Alanija Vladikavkaz | 5 – 2 referto | Spartak Mosca | Respublikanskij stadion Spartak |

| Chimki 15 maggio 2010 11ª giornata | Dinamo Mosca | 2 – 0 referto | Alanija Vladikavkaz | Arena Chimki |

| Vladikavkaz 9 luglio 2010 12ª giornata | Alanija Vladikavkaz | 1 – 3 referto | Zenit San Pietroburgo | Respublikanskij stadion Spartak |

| Mosca 18 luglio 2010 13ª giornata | Lokomotiv Mosca | 3 – 0 referto | Alanija Vladikavkaz | Stadio Lokomotiv |

| Vladikavkaz 24 luglio 2010 14ª giornata | Alanija Vladikavkaz | 2 – 1 referto | Tom' Tomsk | Respublikanskij stadion Spartak |

| Groznyj 31 luglio 2010 15ª giornata | Terek Groznyj | 2 – 0 referto | Alanija Vladikavkaz | Stadio Sultan Bilimkhanov |

| Vladikavkaz 8 agosto 2010 16ª giornata | Alanija Vladikavkaz | 1 – 0 referto | Spartak-Nal'čik | Respublikanskij stadion Spartak |

| Perm' 15 agosto 2010 17ª giornata | Amkar Perm' | 1 – 0 referto | Alanija Vladikavkaz | Stadio Zvezda |

| Vladikavkaz 22 agosto 2010 18ª giornata | Alanija Vladikavkaz | 0 – 0 referto | Anži | Respublikanskij stadion Spartak |

| Chimki 29 agosto 2010 19ª giornata | CSKA Mosca | 2 – 1 referto | Alanija Vladikavkaz | Arena Chimki |

| Novosibirsk 11 settembre 2010 20ª giornata | Sibir' | 1 – 2 referto | Alanija Vladikavkaz | Spartak Stadium |

| Vladikavkaz 18 settembre 2010 21ª giornata | Alanija Vladikavkaz | 0 – 0 referto | Rostov | Respublikanskij stadion Spartak |

| Kazan' 25 settembre 2010 22ª giornata | Rubin | 1 – 0 referto | Alanija Vladikavkaz | Stadio Centrale di Kazan' |

| Vladikavkaz 2 ottobre 2010 23ª giornata | Alanija Vladikavkaz | 2 – 3 referto | Kryl'ja Sovetov Samara | Respublikanskij stadion Spartak |

| Mosca 15 ottobre 2010 24ª giornata | Spartak Mosca | 3 – 0 referto | Alanija Vladikavkaz | Stadio Lužniki |

| Vladikavkaz 23 ottobre 2010 25ª giornata | Alanija Vladikavkaz | 0 – 0 referto | Dinamo Mosca | Respublikanskij stadion Spartak |

| San Pietroburgo 31 ottobre 2010 26ª giornata | Zenit San Pietroburgo | 3 – 0 referto | Alanija Vladikavkaz | Stadio Petrovskij |

| Vladikavkaz 7 novembre 2010 27ª giornata | Alanija Vladikavkaz | 0 – 0 referto | Lokomotiv Mosca | Respublikanskij stadion Spartak |

| Tomsk 13 novembre 2010 28ª giornata | Tom' Tomsk | 1 – 1 referto | Alanija Vladikavkaz | Trud Stadium |

| Vladikavkaz 20 novembre 2010 29ª giornata | Alanija Vladikavkaz | 2 – 1 referto | Terek Groznyj | Respublikanskij stadion Spartak |

| Ramenskoe 28 novembre 2010 30ª giornata | Saturn | 1 – 1 referto | Alanija Vladikavkaz | Saturn Stadium |

### Coppa di Russia
| Naberežnye Čelny 13 luglio 2010 Sedicesimi di finale | KAMAZ                | 0 – 0 (d.t.s.) referto | Alanija Vladikavkaz |  |
| \| \| \| \| \| \| Tiri di rigore 2 – 4 \| \|         |                      |                        |                     |  |
|                                                      |                      |                        |                     |  |
|                                                      | Tiri di rigore 2 – 4 |                        |                     |  |

| Vladikavkaz 22 settembre 2010 Ottavi di finale | Alanija Vladikavkaz  | 0 – 0 (d.t.s.) referto | Gornjak Učaly | Respublikanskij stadion Spartak |
| \| \| \| \| \| \| Tiri di rigore 5 – 4 \| \|   |                      |                        |               |                                 |
|                                                |                      |                        |               |                                 |
|                                                | Tiri di rigore 5 – 4 |                        |               |                                 |

| Vladikavkaz 20 aprile 2011 Quarti di finale | Alanija Vladikavkaz | 3 – 0 referto | Saturn |  |

| Rostov sul Don 11 maggio 2011 Semifinali     | Rostov               | 0 – 0 (d.t.s.) referto | Alanija Vladikavkaz | Stadio Olimp-2 |
| \| \| \| \| \| \| Tiri di rigore 5 – 6 \| \| |                      |                        |                     |                |
|                                              |                      |                        |                     |                |
|                                              | Tiri di rigore 5 – 6 |                        |                     |                |

| Jaroslavl' 22 maggio 2011 Finale                            | CSKA Mosca | 2 – 1 referto | Alanija Vladikavkaz | Stadio Šinnik |
| \| \| \| \| \| Doumbia 13’, 69’ \| Marcatori \| 23’ Neco \| |            |               |                     |               |
|                                                             |            |               |                     |               |
| Doumbia 13’, 69’                                            | Marcatori  | 23’ Neco      |                     |               |